# Krucha Szczelina (Bieszczady)

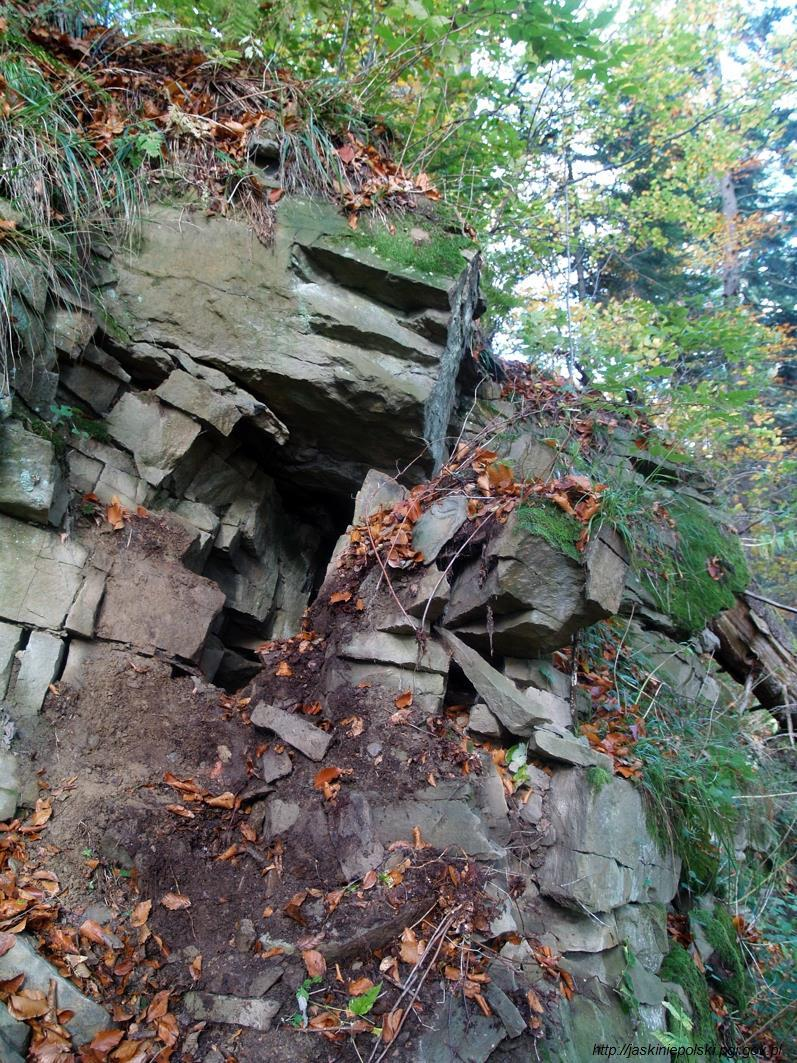
Otwór jaskini

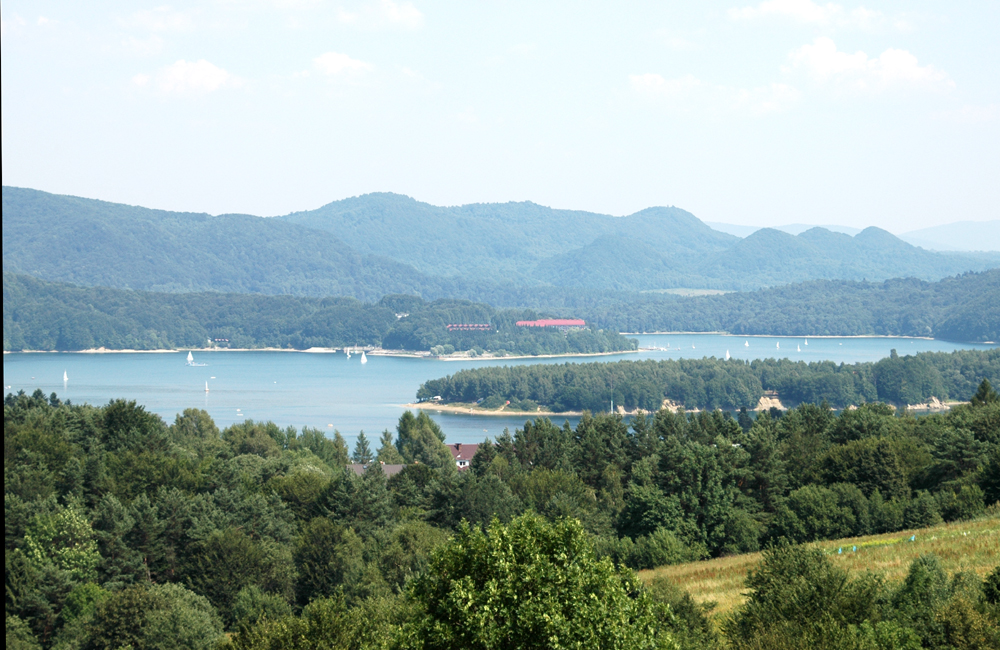
Pasmo Łopiennika i Durnej nad Jeziorem Solińskim

Krucha Szczelina – jaskinia w polskich Bieszczadach. Ma dwa otwory wejściowe znajdujące się na południowo-wschodnim zboczu Jam w paśmie Łopiennika i Durnej, w dolinie Solinki, niedaleko Buka, w pobliżu Jaskini Wilczej i Groty Teodora,  na wysokości 555 m n.p.m. Długość jaskini wynosi 12,5 metrów, a jej deniwelacja 4 metry.

## Opis jaskini
Jaskinię stanowią dwa proste i równoległe korytarzyki połączone ze sobą w środkowej części studzienką. Górny korytarzyk zaczyna się w niewielkim otworze wejściowym i kończy po 2,5 metrów. Dolny korytarz jest dłuższy (5,5 metrów). Zaczyna się w małym otworze z okapem i prożkiem,  a kończy zawaliskiem. Od prożka odchodzi 2-metrowa szczelinowy korytarzyk.

## Przyroda
W jaskini brak jest nacieków. Flory i fauny nie badano.

## Historia odkryć
Brak jest danych o odkrywcach jaskini. Jej pierwszy opis i plan sporządzili T. Mleczek i B. Szatkowski w kwietniu 2010 roku.